# Sophronica improba
Sophronica improba là một loài bọ cánh cứng trong họ Cerambycidae.